# Ptocasius montiformis
Ptocasius montiformis är en spindelart som beskrevs av Song D. 1991. Ptocasius montiformis ingår i släktet Ptocasius och familjen hoppspindlar. Inga underarter finns listade i Catalogue of Life.